# T-3000
El T-3000 es un robot asesino ficticio, principal antagonista en Terminator Génesis, la quinta película de la Saga Terminator.
La única misión del T-3000 es proteger y asegurar la supervivencia de Skynet. El T-3000 se describe a sí mismo como ni máquina ni humano, más bien, es un híbrido humano-cyborg nanotecnológico. El productor David Ellison explica que el título Terminator Génesis "es en referencia al génesis, el cual es en referencia a la singularidad y el híbrido hombre-máquina que John Connor termina iniciando."

## Trasfondo
En un esfuerzo desesperado para asegurar su supervivencia, la inteligencia artificial Skynet crea un avatar de sí misma en la forma de un T-5000 (Matt Smith). Este Terminator viaja a través de muchas líneas de tiempo buscando un modo de derrotar la Resistencia humana y finalmente se infiltra en ella bajo la identidad de un soldado llamado Alex. "Alex" se encuentra presente como soldado cuando John Connor y Kyle Reese descubren la máquina del tiempo de Skynet al final de la guerra con las máquinas. Cuando Kyle es enviado al pasado para proteger a la madre de John, Sarah Connor del Terminator T-800 enviado para asesinarla en 1984, "Alex" realiza su ataque. Mata a todos los otros soldados e infecta a John Connor con nanomáquinas, transformándolo en un nuevo Terminator híbrido denominado T-3000. La conversión de John Connor en un Terminator mientras Kyle viaja al pasado resulta en un evento importante que lleva a una fractura en la línea de tiempo, reescribiendo completamente el pasado y el futuro.
El T-3000 es enviado al año 2014 y se le da la misión de asistir a Cyberdyne Systems en el desarrollo de un nuevo sistema operativo llamado Genisys, el cual es en realidad Skynet. Cuando Sarah y Kyle llegan al 2017, el T-3000 se encuentra con ellos en el hospital y los convence de que realmente es John Connor, pero su identidad es expuesta por el Abuelo (un T-800 reprogramado). El T-3000 se enfrenta a los tres en muchas batallas destructivas antes de ser destruido por el T-800 desintegrando su cuerpo con el campo magnético de una máquina del tiempo experimental. Antes de su destrucción, el T-3000 lanza furiosamente los restos del endoesqueleto del T-800 en una tina de polialeación mimética, convirtiéndolo inadvertidamente en un nano-cyborg con habilidades similares al T-1000, salvándolo. 
El T-800 explica durante la película que en la batalla final entre Skynet y la Resistencia, el primero intentó crear cierta cantidad de T-3000, pero los sujetos humanos se volvían dementes y morían; John Connor fue el único en sobrevivir la infección con su mente razonablemente intacta, aunque ahora "leal" a Skynet a diferencia de su anterior lealtad a la humanidad.

## Habilidades y debilidades
El T-800 identifica al T-3000 como compuesto de materia en fase máquina o materia en estado máquina, aparentemente un nuevo hallazgo de la física logrado por Skynet. Gracias a las nanomáquinas, el T-3000 tiene habilidades altamente avanzadas, incluyendo la regeneración rápida de su cuerpo y la habilidad de dividirse en partículas durante el combate y luego reconstruirse a sí mismo. También posee habilidades de transformación más allá de las del T-1000, así como también es capaz de cambiar su apariencia de cualquier forma. Combinado con el acceso que tiene a las memorias originales de su huésped humano más la retención de su personalidad y comportamiento, el T-3000 puede fácilmente convencer incluso a aquellos versados en las tácticas usadas por los Terminators que es humano, esencialmente una máquina que piensa como ellos (véase el test de Turing). El T-3000 es, sin embargo, menos capaz que el T-5000 y carece de la habilidad de infectar a otros y crear más como él. La infección, descrita como un cambio a nivel celular de su víctima, por lo que una vez que la víctima es infectada ya no hay nada que hacer para revertirla devuelta. 
Aunque es un enemigo formidable, no es invulnerable. Sus debilidades incluyen una alta sensibilidad a fuertes campos magnéticos. Magnetismos más débiles son capaces de perturbar o inhabilitar la capacidad cambiante y de regeneración del T-3000, debido a su habilidad de manipular sus partículas. Un campo magnético lo suficientemente fuerte puede destrozar al T-3000 por poco tiempo para retenerlo, y, si su cuerpo es expuesto a un campo magnético poderoso por un período continuo, el cyborg puede ser desintegrado y neutralizado.